# Cameroun Génération 2011
Cameroun Génération 2011 (CG11) est un groupe d'hommes et de femmes mais surtout de partis politiques ayant soutenu la candidature de Vincent-Sosthène Fouda à l'élection présidentielle camerounaise de 2011. 
Les noms des membres de ce groupe n'ont pas été communiqués.

## Présentation et historique
De nombreux journalistes camerounais affirment que les arrestations d'hommes politiques ou gestionnaires publiques ainsi que les remaniements ministériels qui ont eu lieu en 2007 et 2008 avaient pour but de décapiter ce groupe et étaient à l'initiative de Paul Biya, le président camerounais.
Aujourd'hui, il apparaît de plus en plus que le cerveau de CG11 n'est pas dans une prison du Cameroun puisque le 6 novembre 2009, le journaliste et politologue camerounais Vincent-Sosthène Fouda, installé au Canada, annonce via un site Web rendu visible dans la nuit même, sa candidature à la magistrature suprême Beaucoup d'observateurs de la scène politique camerounaise pensent aujourd'hui que Vincent-Sosthène Fouda est la véritable cheville ouvrière de ce groupuscule.
Cameroun Génération 2011 est porté par le Mouvement camerounais pour la social-démocratie (MCPSD) légalisé le 27 juin 2010 à Yaoundé. Le quotidien à capitaux privés Le Jour date du 9 avril 2010 dans une rubrique consacrée aux différents candidats déclarés à l'élection présidentielle devant se tenir au mois d'octobre 2011 présente ce chercheur comme le remède qui correspond au mal dont souffre le Cameroun.
L'élection présidentielle du 9 octobre 2011 se jouera finalement sans le candidat Vincent-Sosthène Fouda disqualifié par une ordonnance de la Cour suprême du Cameroun  en date du 21 septembre 2011.
Pour beaucoup de journalistes camerounais, Félix Cyriaque Ebolé Bola du quotidien Mutation ou David Atemkeng de la chaîne de télévision à capitaux privé Canal 2 International, l'absence de Vincent-Sosthène Fouda à cette élection présidentielle a encore plus terni l'image du Cameroun tant sur le plan national qu'international .
Dans le portrait qui lui est consacré par le quotidien gouvernemental Cameroon Tribune sous la plume de Yves Atanga du 1er mars 2011, le journaliste estime que c'est le programme le plus ambitieux de cette élection présidentielle.
Pour l'élection présidentielle d'octobre 2011, Vincent-Sosthène Fouda a publié trois ouvrages :
- Cameroun Génération 2011 : de vous à moi, Montréal, éditions du Rocher
- Code d'éthique à la fonction publique camerounaise, Montréal, éditions du Rocher
- Cameroun Génération 2011 : c'est le moment nous devons nous y engager, Paris, Éditions L'Harmattan